# 킬 유어 달링
《킬 유어 달링》(Kill Your Darlings)은 2013년에 공개된 미합중국의 전기 드라마 영화이다.

## 줄거리
1944년, 시인 앨런 긴즈버그는 뉴욕시의 컬럼비아 대학교에 입학 허가를 받는다. 그는 매우 미숙한 신입생으로 도착하지만, 곧 강한 반체제 신념을 가진 다루기 힘든 인물인 루시앙 카를 만난다.
긴즈버그는 카르가 컬럼비아에 남아 있을 수 있는 유일한 이유가 카르의 모든 학기 보고서를 대신 써주는 청소부로 일하는 데이비드 캐머러 교수 때문이라는 것을 알게 된다. 캐머러는 카르와 포식적인 관계를 맺고 있으며 그를 사랑하고 있으며, 그가 퇴학당하지 않도록 보장하는 대가로 성적인 호의를 강요한다.
긴즈버그는 카르와 더 많은 시간을 보내면서 곧 약물 실험에 깊이 빠져 있는 윌리엄 S. 버로스와 당시 선원이었고 컬럼비아에서 퇴학당했던 작가 잭 케루악을 만난다. 이 야심찬 사람들은 법, 제도, 그리고 긴즈버그와 카르의 합법적인 교수 스티브에 대한 반란으로서 뉴 비전이라는 새로운 문학 운동을 시작하기로 결정한다. 긴즈버그는 새로 사귄 친구들과 함께 약물, 알코올, 담배의 생활에 빠져들면서 서서히 카르에게 낭만적인 감정을 키우기 시작한다.
카르는 캐머러에게 자신과의 관계가 끝났다고 말하고 긴즈버그를 고용하여 자신의 학기 보고서를 쓰게 한다. 캐머러는 보복으로 케루악의 고양이를 오븐에 넣고, 케루악은 한밤중에 그것을 발견하고 구출한다.
얼마 후, 케루악과 카르는 함께 상선 해병에 합류하여 파리로 가기를 희망한다.
카르와 캐머러의 대치 상황에서 캐머러는 칼에 찔려 살해되고 카르는 체포된다. 카르는 긴즈버그에게 자신의 증언조서를 써달라고 요청한다. 긴즈버그는 처음에는 불안정한 카르를 돕기를 꺼려했지만, 캐머러와 그의 과거 관계에 대한 더 중요한 증거를 발견한 후 "문제의 밤"이라는 제목의 글을 쓴다. 이 글은 카르가 칼로 위협당한 후 이 마지막 거절에 비통해하며 자신에게 죽으라고 직접 말하는 캐머러를 죽이는 더 감정적인 사건을 묘사한다. 카르는 "허구적인" 이야기를 거부하고, 단호한 긴즈버그에게 다가오는 재판에서 자신을 망칠 것이라며 아무에게도 밝히지 말라고 간청한다.
카르의 어머니로부터 캐머러가 카르가 훨씬 어렸을 때 시카고에 살았을 때 카르를 유혹한 첫 번째 사람이라는 사실이 밝혀진다. 재판 후, 카르는 공격이 캐머러가 성적 포식자였기 때문에 일어났고, 카르가 정당방위로 그를 죽였다고 증언했다. 카르는 살인죄로 유죄 판결을 받지 않고 과실치사죄로 짧은 형을 선고받는다.
긴즈버그는 "문제의 밤"을 최종 학기 보고서로 제출한다. 그 충격적인 산문 작품을 바탕으로 긴즈버그는 컬럼비아에서 퇴학당할 위기에 처한다. 그는 퇴학당하거나 체제 가치를 받아들여야 한다. 그는 전자를 선택하지만 자신의 원고를 남겨두어야만 한다. 1, 2주 후 그는 원고를 우편으로 받고 그의 교수로부터 그의 글쓰기를 계속 추구하라는 격려 편지를 받는다.

## 출연
- 대니얼 래드클리프 - 앨런 긴즈버그 역
- 데인 드한 - 루시언 카 역
- 잭 휴스턴 - 잭 케루악 역
- 벤 포스터 - 윌리엄 S. 버로스 역
- 마이클 C. 홀 - 데이비드 캐머러 역
- 엘리자베스 올슨 - 이디 파커 역
- 제니퍼 제이슨 리 - 나오미 긴즈버그 역
- 데이비드 크로스 - 루이스 긴즈버그 역
- 키라 세즈윅 - 메리언 카 역
- 데이비드 라셰 - 딘 역
- 존 컬럼 - 스티브스 교수 역